# Doxocopa mileta
Doxocopa mileta är en fjärilsart som beskrevs av Jean Baptiste Boisduval 1870. Doxocopa mileta ingår i släktet Doxocopa och familjen praktfjärilar. Inga underarter finns listade i Catalogue of Life.